# Meta zdarma
Meta zdarma (anglicky base on balls nebo walk) je herní situace v baseballu, kdy je hráč na pálce bez odpalu oceněn první metou. Umpire rozhodčí pošle hráče na pálce na první metu poté, co nadhazovač hodí 4 špatné nadhozy (balls). Jestli již je na první metě běžec, ten se posouvá na druhou metu atd.
Metu zdarma získávají nejčastěji pálkaři:
- s dobrým odhadem nadhozů,
- s vysokým pálkařským průměrem nebo se silovým odpalem,
- v těžké obranné situaci, kdy je odpal rozhodující.

I nejlepší nadhazovači běžné zaznamenávají 1-2 mety zdarma během jednoho zápasu. Ve statistikách se sleduje poměr K/BB což je poměr počtu strikeoutů a met zdarma. U nejlepších je tento poměr přibližně 3-4.